# Ельвсборг (лен)
Ельвсборг (швед. Älvsborg län) — колишній лен у центральній частині Швеції у провінції Вестерйотланд. Центром було місто Веннерсборг. 
Лен утворено 1634 року. Скасований 31 грудня 1997 року після об'єднання з ленами Гетеборг і Богус та Скараборг у теперішній лен Вестра-Йоталанд.

## Див. також

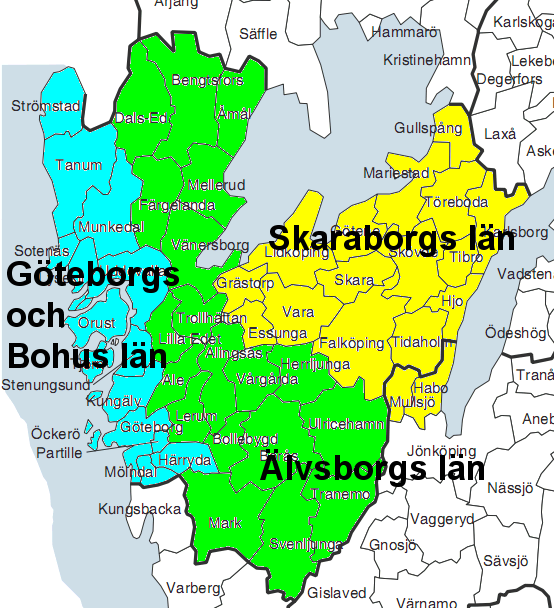
Лен Ельвсборг (1971-1997)